# Live in the Barrowland (Bootleg Series Vol. 5)
Live in the Barrowland (Bootleg Series Vol. 5) è il quinto album dal vivo del gruppo musicale britannico Enter Shikari, pubblicato il 7 dicembre 2013.

## Descrizione
Precedentemente alla sua pubblicazione, è stato venduto da ottobre a novembre durante gli spettacoli degli Enter Shikari. L'album, contenente due CD e un DVD, immortala il concerto degli Enter Shikari al The Barrowlands di Glasgow, Scozia, il 10 dicembre 2012. È stato reso disponibile per l'acquisto esclusivamente dal sito ufficiale della band, con ogni copia autografata a mano dai membri del gruppo e contenente un libretto di 6 pagine.

## Tracce
Testi di Rou Reynolds, musiche degli Enter Shikari.
CD 1
1. System... – 2:13
2. ...Meltdown – 3:39
3. Sssnakepit – 7:00
4. Antwerpen – 5:39
5. Gandhi Mate, Gandhi – 6:00
6. Labyrinth – 3:42
7. Destabilise – 7:00
8. Return to Energiser – 5:24
9. Warm Smiles Do Not Make You Welcome Here – 5:40

CD 2
1. Gap in the Fence – 7:30
2. Juggernauts – 4:56
3. Arguing with Thermometers – 4:26
4. Mothership – 9:52
5. Constellations – 4:41
6. Pack of Thieves – 6:25
7. Zzzonked – 3:57

DVD
1. Intro – 1:29
2. System... – 1:50
3. ...Meltdown – 3:31
4. Sssnakepit – 6:10
5. Antwerpen – 6:03
6. Gandhi Mate, Gandhi – 5:50
7. Labyrinth – 4:06
8. Destabilise – 6:54
9. Return to Energiser – 5:20
10. Warm Smiles Do Not Make You Welcome Here – 5:51
11. Gap in the Fence – 5:43
12. Juggernauts – 5:30
13. Arguing with Thermometers – 3:44
14. Motherstep 2.0/Mothership – 7:02
15. Encore/Flower of Scotland – 4:16
16. Constellations – 4:41
17. Pack of Thieves – 4:49
18. Zzzonked – 5:35

## Formazione
Enter Shikari
- Rou Reynolds – voce, tastiera, sintetizzatore; batteria aggiuntiva in Constellations
- Rory Clewlow – chitarra, voce secondaria
- Chris Batten – basso, voce secondaria
- Rob Rolfe – batteria, percussioni, cori

Produzione
- Ian Johnsen – design
- Andrew Walters – mastering
- David "Skippi" Loudoun – missaggio
- Kode Media – produzione, editing
- Helen Broadhurst – ingegneria del suono
- Joe Adams – ingegneria del suono
- Jake Duncan – assistenza all'ingegneria del suono